# Летище „Цюрих“
Летище „Цюрих“ (на немски: Flughafen Zürich (ZRH/LSZH)), познато като Летище Цюрих Клотен е най-голямото международно летище в Швейцария и хъб на Swiss International Air Lines. То обслужва Цюрих, най-големият град в Швейцария и общините Клотен, Румланг, Оберглатт, Винкел, и Опфикон, които всички са в кантон Цюрих. Летището е разположено на 13 км северно от центъра на Цюрих.
Летището е притежавано от Flughafen Zürich AG компания, която е на борсата SIX Swiss. Основния акционер в компанията е кантон Цюрих с 33,33% плюс една акция и град Цюрих с 5% от акциите. Няма други притежатели на акции, с дялове по-големи от 3%.

## Истрория

### Преди 1980
Първият полет извършен извън територията на Швейцария е на 21 юли 1921 г., но търсенето на подходящо място за основно летище в кантон Цюрих не започва до 1943 г. През 1945 г. федералното правителство решава, ча Цюрих е мястото за основно летище и продава 655 хектара Клотен Ordnance Depot на кантон Цюрих. Така кантон Цюрих има контрол над летището. Строителството на летището започва следващата година.
Първите полети през западната писта са през 1948 г. Нов терминал е отворен през 1953 г., с голямо авиошоу, което продължава 3 дни. През 1947 г. през летището за преминали 133 638 пътника на 12 766 полета, през 1 952 372 832 пътника на 24 728 полета. Първото разширение на летището е предложено през 1956 г., но бюджетът на разширението не е одобрен от Швейцарското правителство до 1958 г. Строителството на новия терминал завършва през 1961 г.
На 18 февруари 1969 г. полет 432 на El Al е атакуван по време на подготовката на излитане, от 4 въоръжени членове на Народен фронт за освобождение на Палестина. Атаката е отблъснати от охраната на самолета, в резултат на което единият от терористите и вторият пилот в резултат на раните си загиват. На 18 януари 1971 г. на самолет на „Балкан“ Il-18D достига до летище Цюрих в мъгла, под глисадата. Самолетът се разбива и избухва в пламъци на около 700 метра северно от летището 
при контакта на лявото крило и колесник със земята. Умират 7 членове на екипажа и 38 пътници.
През 1970 г. е предложено ново преустройство на летището и Терминал В е завършен през 1971 г. Първите сигнали за завишен шум от летището са известни от 1972 г., когато е разрешено извършването на полети през нощта, както и през 1974 г. когато е въведен нов маршрут за приземяване. Писта 14/32 е отворена през 1976 г., когато започва реконструкцията на 16/34 г.

### След 1980
Шумът от самолетите започва да притеснява жителите и през 1984 година е взето съгласието движението да се пренасочва през немското въздушно пространство. Следващата голяма стъпка е решението за приватизация на летището от кантон Цюрих. Като това се случва не по-рано от 2000 г. Междувременно е сменен и операторът на аеропорта. След Атентатите от 2001 година, полетите на Swissair не се изпълняват поради съображения за сигурност. Въпреки въведеният „спасителен план“ от властите за компанията, нейните активи биват разпродадени и летището губи много от оборота си. Едва през 2005 година след като Lufthansa поема управлението над Swiss International Air Lines, летището се „съживява“.

## Терминали и дестинации

### Терминал A
Терминал A е най-старият, отваря врати през 1971 година и има формата на пръст. Обслужва вътрешните полети и тези от шенгенското пространство.

### Терминал B
Терминалът е открит 1975 година, но през 2011 година бива разширен. Обслужва полетите от шенгенското и извън-шенгенското пространство.

### Терминал E
Терминалът обслужва международните полети. Изграден е между пистите 16/34 и 14/32.

### Дестинации
Летището е свързано със 162 направления в 62 държави.
| Авиокомпания                  | Град – Летище |
| ----------------------------- | --- |
| Aegan Airlines                | Атина Сезонно: Ираклио, Родос |
| Aer Lingus                    | Дъблин |
| Aeroflot                      | Москва „Шереметиево“ |
| Air Berlin                    | Аликанте, Берлин „Тегел“, Бриндизи, Гран Канария, Дюселдорф, Катания, Ланцароте, Ла Палма, Ларнака (до 13 ноември), Палма де Майорка, Тенерифе – юг, Фаро, Фуертвентура, Фунчал Сезонно: Закинтос, Зилт, Ибиса, Ираклио, Корфу, Кос, Ламеция Терме, Неапол, Олбия, Родос, Самос |
| Air Canada                    | Торонто |
| Air Europa                    | Мадрид |
| Air France                    | Париж „Шарл дьо Гол“ |
| Air Serbia                    | Белград |
| Alitalita                     | Рим „Фиумичино“ |
| American Airlines             | Ню Йорк |
| Austrian Airlines             | Виена, Грац, Дюселдорф, Лион, Лугано, Люксембург, Мюнхен, Нюрнберг, Щутгарт |
| British Airways               | Лондон „Сити“, Лондон „Хийтроу“ |
| Bulgaria Air                  | София |
| Delta Airlines                | Ню Йорк Сезонно: Атланта |
| easyJet                       | Амстердам, Берлин „Тегел“, Лисабон, Лондон „Гетуик“, Лондон „Лутън“, Хамбург |
| Edelweiss Air                 | Анталия, Гран Канария, Канкун (от 17 април 2017), Ланцароте, Ларнака, Мавриций, Палма де Майорка, Прищина, Пунта Кана, Рио де Жанейро, Сан Хосе (от 9 май 2017), Скопие, Тампа, Тенерифе-юг, Фуертвентура, Фунчал, Хавана, Хургада, Шарм еш-Шейх Сезонно: Бодрум, Ванкувър, Варна, Даламан, Единбург, Ибиса, Калгари, Каляри, Кейп Таун, Корфу, Кос, Ламеция Терме, Лас Вегас, Мале, Маракеш, Марса Алам, Миконос, Олбия, Пула, Пукет, Рейкявик, Родос, Сан Диего (от 9 юни 2017), Санторини, Севиля, Сплит |
| El Al                         | Тел Авив |
| Emirates                      | Дубай Интърнешънъл |
| Etihad Airways                | Абу Даби |
| Eurowings                     | Дюселдорф, Залцбург (от 12 януари 2017), Хамбург |
| Germania Flug                 | Бейрут, Гран Канария, Ларнака (до 15 ноември 2016), Палма де Майорка, Фунчал Сезонно: Агадир, Анкара (от 16 юни 2017), Бургас, Варна, Вилнюс, Ираклио, Калви, Кос, Ла Палма, Рованиеми, Сплит, Фуертвентура, Херез де ла Фронтера (от 6 април 2017), Хургада Сезонни чартърни: Порто |
| Helvetic Airways              | Бари, Бирмингам, Брюксел, Будапеща, Букурещ „Отопени“, Варшава, Грац, Гьотеборг, Манчестър, Милано „Малпенса“, Неапол, Охрид, Париж „Шарл дьо Гол“, Прага, Прищина, Скопие, София, Флоренция, Хановер, Щутгарт Сезонно: Бордо, Инвърнес, Менорка, Тромсьо, Ханя, Шанън Сезонни чартърни: Гран Канария, Закинтос, Ираклио, Кос, Ларнака, Марса Алам, Палма де Майорка, Рованиеми, Родос, Хургада |
| Iberia                        | Мадрид |
| KLM                           | Амстердам |
| Korean Air                    | Сеул „Инчон“ |
| LOT                           | Варшава |
| Lufthansa                     | Мюнхен, Франкфурт |
| Qatar Airways                 | Доха |
| Scandinavian Airlines         | Копенхаген, Осло, Стокхолм „Арланда“ |
| Singapore Airlines            | Сингапур |
| Swiss International Air Lines | Амстердам, Атина, Банкок, Барселона, Белград, Берлин „Тегел“, Бостън, Брюксел, Будапеща, Букурещ „Отопени“, Валенсия, Варшава, Венеция, Виена, Гран Канария, Дар-ес-Салаам, Делхи, Дубай, Дъблин, Дюследорф, Женева, Йоханесбург, Кайро, Копенхаген, Лисабон, Лондон „Гетуик“ (от 24 декември 2016), Лондон „Хийтроу“, Лос Анджелис, Мадрид, Малага, Манчестър, Маями, Милано „Малпенса“, Монреал, Москва „Домодедово“, Мумбай, Мускат, Найроби, Ния (от 7 април 2017), Нюарк, Ню Йорк, Осло, Палма де Майорка, Париж „Шарл дьо Гол“, Пекин, Порто, Рим „Фиумичино“, Санкт Петербург, Сан Франциско, Сао Пауло, Сингапур, Стокхолм, Тел Авив, Токио-Нарита, Франкфурт, Хамбург, Хановер, Хонг Конг, Чикаго „О'Хеър“, Шанхай Сезонно: Аликанте, Бриндизи, Измир, Истанбул „Ататюрк“, Катания, Малта, Палермо, Сантяго де Компостеля, Сараево, Солун |
| TAP Portugal                  | Лисабон, Порто |
| Thai Airways                  | Банкок |
| Transavia                     | Амстердам (от 21 февруари 2017) |
| Turkish Airlines              | Истанбул „Ататюрк“ |
| United Airlines               | Вашингтон – Дълес, Нюарк |
| Vueling                       | Аликанте, Барселона, Гран Канария, Ланцароте, Лисабон, Лондон „Лутън“, Малага, Порто, Прага (от 2 юни 2017), Рим „Фиумичино“, Тенерифе – юг Сезонно: Ибиса, Сантяго де Компостеля |

## Статистики

### Най-натоварени европейски маршрути
| №  | Летище               | Брой пътници |
| -- | -------------------- | ------------ |
| 1  | Лондон „Хийтроу“     | 1 073 950    |
| 2  | Берлин „Тегел“       | 987 574      |
| 3  | Виена                | 956 652      |
| 4  | Амстердам            | 766 304      |
| 5  | Дюследорф            | 740 036      |
| 6  | Париж „Шарл дьо Гол“ | 665 028      |
| 7  | Франкфурт            | 621 070      |
| 8  | Барселона            | 605 288      |
| 9  | Хамбург              | 528 726      |
| 10 | Истанбул „Ататюрк“   | 519 460      |
| 11 | Женева               | 490 412      |
| 12 | Мадрид               | 488 870      |
| 13 | Палма де Майорка     | 460 160      |

### Натоварени междуконтинентални линии
| №  | Летище          | Брой пътници |
| -- | --------------- | ------------ |
| 1  | Дубай           | 478 990      |
| 2  | Ню Йорк         | 460 554      |
| 3  | Тел Авив        | 394 564      |
| 4  | Сингапур        | 384 892      |
| 5  | Банкок          | 306 662      |
| 6  | Хонг Конг       | 279 032      |
| 7  | Нюарк           | 247 626      |
| 8  | Маями           | 214 836      |
| 9  | Мускат          | 214 050      |
| 10 | Чикаго „О'Хеър“ | 187 168      |
| 11 | Сан Франциско   | 166 854      |
| 12 | Лос Анджелис    | 146 474      |
| 13 | Делхи           | 143 832      |
| 14 | Токио „Нарита“  | 138 828      |
| 15 | Мумбай          | 132 786      |

### Натоварени авиолинии
| № | Аеролиния       | %     |
| - | --------------- | ----- |
| 1 | SWISS           | 54,6% |
| 2 | Air Berlin      | 5,5%  |
| 3 | Edelweiss Air   | 4,6%  |
| 4 | Germanwings     | 2,5%  |
| 5 | British Airways | 2,2%  |